# أنقولية ثلجية
أنقولية ثلجية (الاسم العلمي:Aquilegia nivalis) هي نوع من النباتات تتبع جنس الأنقولية من الفصيلة الحوذانية.